# Simon Gilbert
Simon Gilbert (Warwickshire, 23 de Maio de 1965) é um músico inglês, baterista da extinta banda Suede.
Actualmente toca bateria com a banda Futon, sediada em Banguecoque, Tailândia.